# Nino Pellacani
Nino Pellacani (Modena, 21 aprile 1962) è un ex cestista italiano.

## Carriera

### Giocatore
In attività tra gli anni ottanta e novanta, ha vestito le maglie della Fortitudo Bologna, Benetton Treviso, Pallacanestro Livorno, Pallacanestro Reggiana, Auxilium Torino e Modena. Anche se a Treviso ha vinto lo scudetto il suo periodo migliore lo ha vissuto alla Fortitudo Bologna assieme a Giacomo Zatti, Massimo Iacopini, Giacomo Zeb Lenzi e ai fratelli John e Leon Douglas.
Pellacani è stato amatissimo dal pubblico della Fortitudo per l'immensa grinta che ci metteva sempre è ricordato anche per le sue magliette goliardiche anti-Virtus, tra le quali, la più nota è senz'altro quella di "Odio il brodo", in riferimento alla sponsorizzazione delle Vu Nere, all'epoca, da parte della Knorr. L'altra maglietta per la quale è conosciuto è "Il Grande freddo -32" che si riferisce alla differenza punti durante un derby con i cugini della Virtus.

### Dopo il ritiro
Durante gli anni del basket si è diplomato all'Accademia di belle arti di Bologna. Dopo essersi ritirato dal basket giocato, ha intrapreso la carriera di grafico pubblicitario fondando un'agenzia di comunicazione.
Nel gennaio 2008 viene accoltellato, a Zola Predosa, dal convivente della cognata nel tentativo di sedare una rissa, riportando gravi ferite a un occhio.

## Palmarès
- Campionato italiano: 1

Pall. Treviso: 1991-92
- Coppa Italia: 2

Pall. Treviso: 1993, 1994